# Inter (tecla)

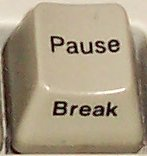
Tecla Break/Pause en el teclado de PC

La tecla Inter de un teclado se refiere a interrumpir un circuito telegráfico y procede de una práctica del siglo XIX. En el uso moderno, la tecla no tiene un propósito bien definido, pero aunque este es el caso, puede ser utilizada por los programas para tareas diversas, como cambiar entre múltiples sesiones abiertas, terminar un programa, o interrumpir una conexión de módem.
Teclado IBM PC/Compatible IBM PC/Microsoft Windows (distribución española).